# 2001년 롯데 자이언츠 시즌
2001년 롯데 자이언츠 시즌은 롯데 자이언츠가 KBO 리그에 참가한 20번째 시즌이다. 김명성 감독이 팀을 이끈지 3년째 되는 시즌이었으나 재임 도중 사망했으며, 우용득 감독 대행이 남은 시즌 동안 팀을 이끌었다. 팀은 4위와 2경기 차이로 포스트 시즌 진출에 실패했는데, 팀 간 전력 평균화가 심했던 나머지 0.457의 승률을 기록했음에도 마해영이 선수협 사태 때문에  구단과 갈등 국면을 빚자 삼성으로 트레이드된 것, 문동환 주형광 등 주축 투수들의 줄부상 탓인지  최하위에 머물렀다. 
이는 한국프로야구 역대 최하위 팀 최고 승률이었는데 주형광이 전년도 시즌 후 일본으로 건너갈 뻔 했으며 만약 이렇게 됐다면 기론 대신 왼손투수 보강을 위해 매기와 계약하는 것을 검토했으나 주형광의 일본행이 무산되자 기론과 재계약했는데 데뷔 첫 해부터 2년 동안 전천후로 굴려진 탓인지 2001년 구위가 예전보다 많이 떨어졌던 데다 무리하게 구속을 끌어올리려다가 팔꿈치 부상을 당하여 시즌 도중 퇴출됐다.

## 타이틀
- 야구 월드컵 국가대표: 김주찬
- KBO 골든글러브: 호세 (외야수)
- 올스타 선발: 박정태 (2루수), 호세 (외야수)
- 올스타전 추천선수: 최기문, 손민한
- 컴투스프로야구 레전드 카드: 최기문
- 컴투스프로야구2022 타이틀홀더 라인업: 호세 (우익수)
- 컴투스프로야구 벤치클리어링 라인업: 호세 (우익수)
- WAR: 호세 (7.88)
- 공격 WAR: 호세 (8.31)
- 2루타: 조경환 (33)
- 볼넷: 호세 (127)
- 고의4구: 호세 (28)
- 출루율: 호세 (0.503)
- 장타율: 호세 (0.695)
- OPS: 호세 (1.198)
- 다승: 손민한 (15)(모두 선발승)
- 승률: 손민한 (0.714)
- 평균자책점: 박석진 (2.98)
- 견제아웃: 최기문 (3)

### 퓨처스리그
- 남부리그 타율: 서한규 (0.338)
- 남부리그 출루율: 서한규 (0.453)
- 남부리그 완투: 박효순 (1)
- 다승: 박효순 (7)
- 남부리그 이닝: 박효순 (77.1)
- 남부리그 상대한 타자 수: 박효순 (322)
- 남부리그 탈삼진: 정원욱 (47)

## 선수단
- 선발투수: 박지철, 손민한, 염종석, 레이, 기론, 주형광
- 구원투수: 강상수, 임경완, 가득염, 김장현, 강민영, 박효순, 문동환, 김영수
- 마무리투수: 박석진, 김사율, 이대일, 임봉춘, 이정훈, 정원욱
- 포수: 최기문, 김진수, 정진식, 박경진
- 1루수: 얀, 허문회
- 2루수: 한규식, 박정태, 서한규, 신명철
- 유격수: 김민재, 조성환, 박기혁
- 3루수: 박현승, 김주찬
- 좌익수: 조경환
- 중견수: 임재철, 김대익, 박종일
- 우익수: 이계성, 박상민, 엄정대, 이우민, 권오현
- 지명타자: 호세, 이대호, 김무성, 김응국, 이동욱

## 특이 사항
- 시즌 전 영입된 아지 칸세코는 KBO 리그 역대 최초의 쿠바 국적 선수였으나 이후 미국으로 귀화했다.
- 손민한은 올스타전에서 홀드를 기록해 KBO 올스타전 사상 통산 최다 홀드 기록을 세웠다.
- 호세는 후반기 고의4구로 14번 출루하여 KBO 리그 역대 단일 시즌 후반기 최다 기록을 세웠다.
- 호세는 127개의 볼넷을 얻어 역대 단일 시즌 최다 볼넷 기록을 세웠고, 출루율 0.503으로 역대 단일 시즌 최고 출루율 기록도 세웠다.
- 호세는 타석 당 볼넷 비율 25.5%로 규정 타석을 채운 타자 중 KBO 리그 역대 단일 시즌 최고 기록을 세웠다.
- 이 시즌에 삼성 라이온즈가 정규시즌 1위에 오름으로써 롯데 자이언츠는 원년 구단 중 단일리그 체제에서 정규시즌 1위를 해보지 못한 유일한 구단이 되었다.

## 같이 보기
- 2000년 롯데 자이언츠 시즌